# Атика (архитектура)
У класичној архитектури појам атика означава зид изнад кровног венца на фасади објекта. Атика као елемент у архитектури био је веома заступљен у античкој грчкој архитектури где је декорација највишег дела објекта била врло битна. Већ у 18. веку овај појам добија помало другачије значење као простор иза зида највише етаже што би се у неким случајевима могло протумачити као простор тик испод крова, из чега је произашла модерна енглеска реч за поткровље - attic.